# Karin Olofsdotter
Karin Olofsdotter Bång, kallad Bång-Karin, född 1720, död 1790, var en svensk religiös svärmare. Hon var tillsammans med Lillhärdals församlingspräst Mårten Thunborg den ledande gestalten för en väckelse, de så kallade lillhärdalsläsarna, också kallad Svärmeriet i Lillhärdal, som ägde rum 1768–1793. 
Karin Olofsdotter var gift med bonden Johan Olofsson (1724–1794) på gården Bångas i Nordanhån. Väckelserörelsen växte fram under ledning av Karin och Thunborg sedan Karin år 1768 hade börjat uppträda med extatiska predikningar med kroppskonvulsioner och tungomålstalande. Karin beskrivs som en förförisk profetissa. Hon uppgav att hon hade kommunicerat med frälsaren på en myr i skogen i närvaro av Thunborg. Under sina extaser predikade hon mot laster och förutspådde världens undergång. Hon förklarade också att extaserna kom från Gud och inte kunde förhindras. Thunborg var initialt negativt inställd och betraktade hennes anfall som djävulens verk, men övertygades snart att de i själva verket kom från den helige ande, och uppmanade i sina predikningar församlingen att åse hennes extas och höra hennes predikningar. Rörelsen var särskilt populär bland kvinnor och tonåriga män, som ska ha efterliknat Karins anfall och kallat sig omvända. Thunborg hade i sin följande predikan nämnt deras extaser. Rörelsen höll sedan samlingar med bibelläsning och bön, där de utövade sina extaser, konvulsioner och uppenbarelser tillsammans. Bland dem fanns Thunborgs son och styvbarn. 
De bröt mot konventikelplakatet och hamnade därmed i konflikt med myndigheterna. Medlemmarna ställdes år 1771 inför Konsistoriet i Härnösand och Häradsrätten i Sveg. Läsarna bötfälldes. Mårten Thunborg blev avsatt från sin prästtjänst och dömd till hospitalsvistelse. Processen drog ut över flera år innan Thunborg i Stockholm fick sin slutliga dom 1775, och han hade då gett upphov till en liknande rörelse i Stockholm, som krävt ingripande av Stockholm konsistorium. Rörelsen fortgick dock i flera år efter domen mot Thunborg och spred sig i de omkringliggande bygderna. Medlemmarna hävdade att de skulle lyda Gud före människorna och trotsade därför myndigheterna. Processen mot läsarna avslutades först 1776, och nya processer mot kretsen drevs fram till 1793.